# Stylochaeton euryphyllus
Stylochaeton euryphyllus är en kallaväxtart som beskrevs av Gottfried Wilhelm Johannes Mildbraed. Stylochaeton euryphyllus ingår i släktet Stylochaeton och familjen kallaväxter. IUCN kategoriserar arten globalt som sårbar.
Artens utbredningsområde är Tanzania. Inga underarter finns listade.